# FA Cup 1898/1899
Dvacátý osmý ročník FA Cupu (anglického poháru), který se konal od 24. září 1898 do 15. dubna 1899. Celkem turnaj hrálo 39 klubů.
Trofej získal klub Sheffield United FC, který ve finále porazil Derby County FC 4:1.